# ゲイ・コリアー
ゲイ・コリアー（Gay Collier、1942年10月9日 - ）は、アメリカ合衆国ルイジアナ州・ニューオーリンズ出身のモデル・女優。米PLAYBOY誌・1965年7月号のプレイメイトとなった。彼女の中央見開き折込ページ（センターフォールド）は、マリオ・カッシーリ（en:Mario Casilli）によって撮影された。
コリアーはグアムと長崎県・長崎市で育った。彼女はUCLAで演劇芸術を学んだ。